# شنگرفی (ترانه)
«شنگرفی» (به انگلیسی: Vermilion) تک‌آهنگی از اسلیپ‌نات است که در سال ۲۰۰۴ میلادی منتشر شد.